# Mr. Jordan
Mr. Jordan ist das dritte Musikalbum des Sängers Julian Lennon. Es wurde im März 1989 von Atlantic Records in the USA und in Kanada und von Virgin Records weltweit veröffentlicht. Es war das erste Album Lennons, das nicht von Phil Ramone produziert wurde.

## Entstehung
Nach seinem Debütalbum Valotte und der darauffolgenden Platte The Secret Value of Daydreaming, sowie zwei Touren und öffentlich bekannten Alkohol- und Drogenexzessen, beschloss Lennon einen musikalischen Neuanfang: „Ich war nicht mehr zufrieden mit dem, was ich tat und der Richtung, in die ich mich bewegte, also entschloß ich mich, meine Angelegenheiten in Ordnung zu bringen, mich selbst in Ordnung zu bringen und das zu tun, was ich tun wollte. Kreativ sein.“, so Lennon in einem Interview 1989. Er beendete seine Zusammenarbeit mit dem Produzenten seiner beiden ersten Alben, Phil Ramone, und zog sich vor allem aus steuerlichen Gründen in die Schweiz zurück, wo er ein Jahr lang an Titeln für sein neues Album arbeitete. Er verlegte seinen Wohnort von New York City nach Santa Monica und ließ sein neues Album von Patrick „Pat“ Leonard produzieren, der zuvor unter anderem mit Madonna zusammengearbeitet hatte. Auch aufgrund mangelhafter Vermarktung durch Atlantic Records wurde das Album in der Öffentlichkeit nur wenig beachtet. Einzelne Titel nutzte Lennon als B-Seite von Singles seines 1991 veröffentlichten Albums Help Yourself.
Der Titel des Albums Mr. Jordan geht auf zwei Quellen zurück. Ein Freund Lennons arbeitete zu dem Zeitpunkt an einer Zeichnung, die einen Engel zeigte. Dieser flog zwar gen Himmel, riss sich dabei jedoch die Flügel ab, um zurück auf die Erde zu sinken. Lennon deutete das Bild als „eine zweite Chance“. Außerdem inspirierte Lennon der Film Here Comes Mr. Jordan (dt. Urlaub vom Himmel), in dem Mr. Jordan einem verstorbenen Mann hilft, auf die Erde zurückzukehren. Da es auf dem Album um Tod, Glauben und Liebe geht und Lennon das Album als Neubeginn begriff, benannte er das Album nach der Filmfigur Mr. Jordan.
Das Schwarz-Weiß-Coverfoto zeigt Lennon im Profil, sein Kopf ist in seine rechte Hand gestützt. Das Foto stammt wie das des Vorgängeralbums von Timothy White.

## Titel
1. Now You're In Heaven – 3:39
2. You're The One – 5:52
3. I Get Up – 4:38
4. Mother Mary – 4:56
5. Angillette – 4:23
6. Open Your Eyes – 4:22
7. Make It Up To You – 4:46
8. Sunday Morning – 3:27
9. Second Time – 5:14
10. I Want You To Know – 5:45

Julian Lennon spielte auf dem Album auch Keyboard und übernahm die Backing Vocals. Er schrieb die Titel Mother Mary, Open Your Eyes und Sunday Morning allein, während er für Now You're In Heaven, You're The One, I Get Up, Angillette und I Want You To Know mit John McCurry zusammenarbeitete. Make It Up To You entstand aus der Zusammenarbeit mit Pat Leonard und Second Time schrieb Lennon gemeinsam mit seinem früheren Schulfreund und langjährigem Bandkollegen Justin Clayton. Einzelne Titel nehmen Bezug auf Titel der Beatles, so erinnert Mother Mary an die Liedzeile „Mother Mary comes to me“ aus dem Titel Let It Be, während sich I Want You To Know der Collage-Technik von I Am the Walrus bedient.
Auf einigen Singles sind Künstler in Gastauftritten zu hören. Die Gitarrenbegleitung auf Second Time stammt von Peter Frampton, das auf You’re the One von Dean Huff und das Gitarrenspiel auf Open Your Eyes von David Williams. Die Akustikgitarreneinspielung des Albums nahm Bruce Gaitsch vor, während Warren Ham auf I Get Up Mundharmonika spielt.

## Charterfolge
Mr. Jordan erreichte Platz 87 der US-Billboard-Charts und verblieb insgesamt 15 Wochen in den Charts. Als einzige Single erreichte Now You're In Heaven die US-amerikanischen Hot 100 und belegte im Mai 1989 Platz 93. In Großbritannien kam Now You're In Heaven auf Platz 59 der Charts. In den australischen Charts erreichte Mr. Jordan Platz 18. Now You’re in Heaven gelangte in Australien auf Platz 5 der Charts.
Die zweite Singleauskopplung You’re the One konnte sich nicht in den Charts platzieren.

## Kritik
Musikexpress bescheinigte Mr. Jordan „ein so breites Spektrum, daß man den Eindruck bekommt, du [J. L.] wolltest sagen ‚Scheiß drauf, ich mach’, was ich will‘.“ Die Jugendzeitschrift Bravo empfand vor allem in Hinblick auf die Single Now You’re in Heaven, dass „nichts mehr an den Stil des Beatles-Chefs [erinnert]. Ein wilder, energiegeladener Rocker. Man kann höchstens einen Bowie-Einfluß raushören.“
Rolling Stone hob hervor, dass Mr. Jordan ganz im Gegensatz zu den beiden früheren Alben Lennons Experimentierfreudigkeit zeige. Gerade sein Gesang, der deutlich tiefer ist als auf den früheren Alben, lasse die Ähnlichkeit zur Stimme John Lennons verschwinden und erinnere eher an David Bowies Stimme zu Heroes-Zeiten.